# Patty Guggenheim
Patty Guggenheim (8 de febrer de 1984) és una actriu i guionista estatunidenca. Tot i que havia aparegut a certes sèries i pel·lícules anteriorment, es va fer famosa al setembre del 2022 gràcies al seu rol de Madisynn King a la sèrie del Marvel Cinematic Universe, She-Hulk: Attorney at Law.